# Hangest-sur-Somme
Hangest-sur-Somme – miejscowość i gmina we Francji, w regionie Hauts-de-France, w departamencie Somma.
Według danych na rok 1990 gminę zamieszkiwało 648 osób, a gęstość zaludnienia wynosiła 52 osoby/km² (wśród 2293 gmin Pikardii Hangest-sur-Somme plasuje się na 432. miejscu pod względem liczby ludności, natomiast pod względem powierzchni na miejscu 304.).